# Мюльман, Адольф
Адольф Мюльман (англ. Adolf Mühlmann (Adolph Muehlmann), настоящее имя А́лтер Ни́силевич Ми́льман; 26 декабря 1864, Кишинёв, Бессарабская область — 27 апреля 1938, Чикаго) — немецкий и американский оперный певец (бас-баритон), один из ведущих исполнителей вагнеровского репертуара.

## Биография
Родился 26 декабря 1864 года (по старому стилю) в Кишинёве, там же учился в хедере и талмудторе, где его певческие способности были замечены местным кантором. В течение трёх лет был синагогальным певчим, затем — после года стажировки в Одессе — заинтересовался оперным репертуаром и отправился в Вену, где довольно быстро добился известности в операх Вагнера и Верди. Был солистом Бреславльского оперного театра, гастролировал с труппой этого театра под управлением Теодора Лёве; затем работал в Королевском театре Ковент-Гарден.
В 1898—1910 годах выступал на сцене Метрополитен-опера (героический баритон), где дебютировал в роли короля Генриха в «Лоэнгрине» (постановка в Чикаго, 7 ноября 1898) и Битерольфа в Тангейзере (в Нью-Йорке, 29 ноября 1898), участвовал в 776 представлениях и 39 постановках. Помимо всех осуществлённых в эти годы постановок опер Вагнера, был также занят в «Аиде» (Фараон), «Гугенотах» (граф де Сен-Бри), «Манру» Падеревского на либретто Носсига, «Проданной невесте» (Миха). После завершения сценической карьеры открыл в Чикаго Вокальную школу Адольфа Мюльмана, преподавал также в Чикагском музыкальном колледже (Chicago Musical College) и в Милуоках. Среди его учеников — Maria Luisa Fanelli (сопрано), George Garner (тенор), Berte Long.
Опубликовал книгу воспоминаний «A grobber Koll: Der Werdegang Eines Opernsängers» (Чикаго: Gutenberg Press, 1932), выступал как музыкальный критик в издававшейся на немецком языке газете «Chicago Abendpost». Ряд записей А. Мюльмана был выполнен в 1904 и 1907 годах на фирме «Зонофон», в том числе песен Шуберта и Шумана.

### Семья
- Родители — Нисель Кисилевич Мильман (1830—?) и Милька Мильман (1834—?)[19].
- Жена — Мари Генриетта Мюльман (англ. Marie Henrietta Mühlmann, в девичестве Бернфельд, 1870—1961), уроженка Прессбурга.
  - Дочь — Зерлина Мюльман Мецгер (англ. Zerlina Muhlmann Metzger, 1891—1975), преподаватель вокала, хормейстер, концертмейстер и директор в Lyric Opera of Chicago, основатель и директор All Children’s Grand Opera в Чикаго[20][21][22]. Внук — психолог Ролланд Мецгер (1922—2005)[23].